# Піридостигмін
Піридостигмін (лат. Pyridostigminum, англ. Pyridostigmine)— лікарський засіб,із групи парасимпатоміметиків непрямої дії.
За хімічним складом є четвертинним аміном та належить до групи інгібіторів холінестерази. Піридостигмін застосовується як перорально, так і внутрішньовенно.

## Фармакологічні властивості
Піридостигмін — лікарський препарат, який за хімічною будовою є четвертинним аміном та належить до групи інгібіторів холінестерази. Механізм дії препарату полягає в інгібуванні ферментів холінестерази і псевдохолінестерази. Наслідком цього є накопичення нейромедіатора ацетилхоліну в синапсах, що спричинює подовження тривалості та більш виражену дію ацетилхоліну. Це призводить до покращення нервово-м'язової передачі, покращення перистальтики і тонусу гладеньких м'язів травної системи, посилення тонусу сечового міхура та бронхів, посилення секреції екзокринних залоз, а також спричинює брадикардію. Піридостигмін застосовується при міастенії, міастенічному синдромі (синдром Ламберта ― Ітона), післяопераційній атонії кишечника та атонічних запорах, а також порушеннях сечопуску після гінекологічних операцій та пологів. Препарат також застосовується як антидот при застосуванні бойових нервово-паралітичних газів, зокрема застосовувався військовими медиками США під час війни в Перській затоці, частина дослідників також стверджувала, що піридостигмін міг стати одним із етіологічних чинників так званого «синдрому Перської затоки» у військових, які брали участь у цій кампанії. За даними американських дослідників, піридостигмін може застосовуватися для лікування ортостатичної гіпотензії, а також для лікування тахікардії, яка є наслідком синдрому Елерса — Данлоса.

### Фармакокінетика
Піридостигмін при прийомі всередину погано всмоктується, біодоступність препарату при пероральному прийомі складає лише 8—20 %, у хворих міастенією вона може становити лише 4 %. Максимальна концентрація піридостигміну в крові досягається протягом 1,7—3,2 годин. Препарат погано проникає через гематоенцефалічний бар'єр. Метаболізується піридостигмін в печінці до неактивних метаболітів. Виводиться препарат з організму з сечею у вигляді метаболітів. Період напіввиведення піридостигміну при внутрішньовенному введенні становить 1,5 годин, при пероральному застосуванні становить 3—3,5 години.

## Покази до застосування
Піридостигмін застосовується при міастенії, синдромі Ламберта ― Ітона, післяопераційній атонії кишечника та атонічних запорах, порушеннях сечопуску після гінекологічних операцій та пологів.

## Побічна дія
При застосуванні пиридостигміну спостерігаються наступні побічні ефекти:
- Алергічні реакції та з боку шкірних покривів — шкірний висип, гіпергідроз.
- З боку травної системи — нудота, блювання, діарея, біль у животі, посилення виділення слини.
- З боку нервової системи та органів відчуттів — посіпування м'язів, в'ялість м'язів, міоз, порушення акомодації, посилення сльозотечі.
- З боку дихальної системи — посилення тонусу і секреції бронхів.
- З боку серцево-судинної системи — брадикардія, ортостатична гіпотензія.
- Інші побічні ефекти — часті позиви до сечопуску.

При передозуванні піридостигміну спостерігаються посилене слиновиділення, сльозотеча, почервоніння шкіри, гіпергідроз, швидка втомлюваність, міоз, порушення зору, запаморочення, нудота, блювання, мимовільне сечовипускання, нетримання калу, коліки та м'язовий параліч, бронхоспазм, брадикардія, у пізній стадії набряк легень, артеріальна гіпотензія аж до розвитку колапсу, рідше спостерігається рефлекторна тахікардія. Антидотом при отруєнні піридостигміном є атропін.

## Протипоказання
Піридостигмін протипоказаний при підвищеній чутливості до препарату, механічній кишковій непрохідності, механічній непрохідності сечових шляхів, бронхіальній астмі, іриті, при годуванні грудьми.

## Форми випуску
Піридостигмін випускається у вигляді таблеток по 0,06 і 0,18 г; розчину для перорального застосування із вмістом діючої речовини по 60 мг у 5 мл; ампул 0,5 % розчину по 2 мл.